# World Class Wreckin' Cru
I World Class Wreckin' Cru sono stati un gruppo hip hop ed electro funk statunitense di Compton. Il gruppo è noto principalmente per il suo contributo pionieristico al mondo hip hop e per le collaborazioni con artisti come Dr. Dre, DJ Yella e Michel'le.

## Storia

### Esordi
I World Class Wreckin' Cru fanno il loro debutto in un club di proprietà di Alonzo Williams, DJ della West Coast tra i più popolari a Los Angeles. Williams inizia a produrre basi sotto il nome di Disco Construction, quindi vedendo il mercato delle serate notturne decide di entrarci: apre il locale assieme ad Unknown DJ (Andre Manuel), quest'ultimo dirige il programma musicale con un'influenza principalmente derivata da suoni East Coast.
Negli anni ottanta, i Disco Construction creano un sottogruppo chiamato Wreckin' Cru formato dai roadie di Williams e in seguito aggiunge World Class al nome del gruppo di registrazione. Williams assume il DJ locale Antoine "Yella" Carraby e Dr. Dre che in seguito diventano i Mix Master originali per l'emittente radiofonica di Compton K-Day.
Williams firma con la CBS, che gli chiede se abbia altri artisti. Williams va a vedere un gruppo di ragazzi chiamato C.I.A. (Cru' In Action) composto da O'Shea Jackson (Ice Cube), dal cugino di Dr. Dre Tony Wheaton (Sir Jinx) e da Darrell Johnson (K-Dee), che registrano con Dre un demo chiamato She's a Skag. Questo gruppo firma un contratto per un singolo con la CBS.
Dopo aver fatto molte serate nei locali di Los Angeles, i Wreckin' Cru firmano per la CBS nel 1986 assieme ai C.I.A.

### Il successo e la rottura
Nel 1985 la Kru-Cut Records produce l'album di debutto omonimo dei World Class. In seguito, Cli-N-Tel, uno dei membri del gruppo, lascia che il ballerino del gruppo Shakespeare diventi l'MC principale con la firma per la Epic Records. Sotto la Epic, i World Class Wreckin' Cru producono il loro secondo album, Rapped in Romance.
Il gruppo ottiene successo costruendosi un esercito di fan nel panorama underground e ognuno dei suoi membri ha una stimata reputazione. In questo periodo il look di Prince e del Michael Jackson di Thriller è dominante, Dre però si è stancato di questa immagine e considera che la direzione di Williams sia troppo morbida e desidera di controllare la propria espressione musicale. Tuttavia, è legato al contratto di Williams con la Kru-Cut Records e spesso si trova in debito con Williams per aver usato il suo studio di registrazione e aver pagato più volte la cauzione per uscire di prigione a causa delle multe dell'auto non pagate. Per pagare questi debiti, Dre lavora ininterrottamente per Williams producendo le tracce per i World Class e per nelle registrazioni della label Kru-Cut.
In questo periodo Dre sta lavorando al progetto dell'imprenditore locale Eric Wright (Eazy-E) nello studio di registrazione della Kru-Cut e Ice Cube è chiamato per essere uno dei ghostwriter del singolo dei World Classe House Calls/Cabbage Patch del 1987 e, poco dopo, fa uscire la hit Before You Turn off the Lights, con la partecipazione di Michel'le. Successivamente, Dre è arrestato e torna in prigione dopo che la sua auto è bloccata per multe non pagate complessivamente superiori a 900 dollari, ma Willimas non è più disposto a pagargli la cauzione. Eazy-E gli paga la cauzione, ma in cambio chiede che Dre produca le registrazione della sua nuova etichetta Ruthless Records. Ciò comporta la fine della collaborazione di Dre con i World Class Wreckin' Cru con il produttore che passa più tempo a lavorare con Eazy-E; Williams inizia una carriera solista parallela a quella di Dre e Eazy-E che in seguito formeranno il gruppo N.W.A.. I World Class Wreckin' Cru si sgretolarono e Williams tentò di sfruttare il grande successo dell'ultimo singolo del gruppo per formare una nuova World Class Wreckin' Cru.

## Discografia

### Album in studio
- 1985 - World Class (EP)
- 1986 - Rapped in Romance

### Raccolte
- 1987 - The Best Of The World Class Wreckin' Cru
- 1991 - Turn Off The Lights In The Fast Lane
- 2005 - Dr. Dre Vs World Class Wreckin' Crew